# Kārlis Bukass
Kārlis Bukass (ur. 10 września 1903 w parafii Blīdene, zm. 9 lipca 1975 w Toronto) – łotewski biegacz narciarski, olimpijczyk. Reprezentant klubów RS Ryga, RFK Ryga.
Uczestnik igrzysk olimpijskich w Garmisch-Partenkirchen. Zajął 69. miejsce w biegu na 18 km (spośród sklasyfikowanych zawodników wyprzedził jedynie Raczo Żekowa z Bułgarii, Francisa Waltera z Wielkiej Brytanii i Mehmuta Karmana z Turcji).
Mistrz Łotwy w biegu sztafetowym z 1928 roku. Po II wojnie światowej wyemigrował do Kanady.